# Giuseppe Terragni

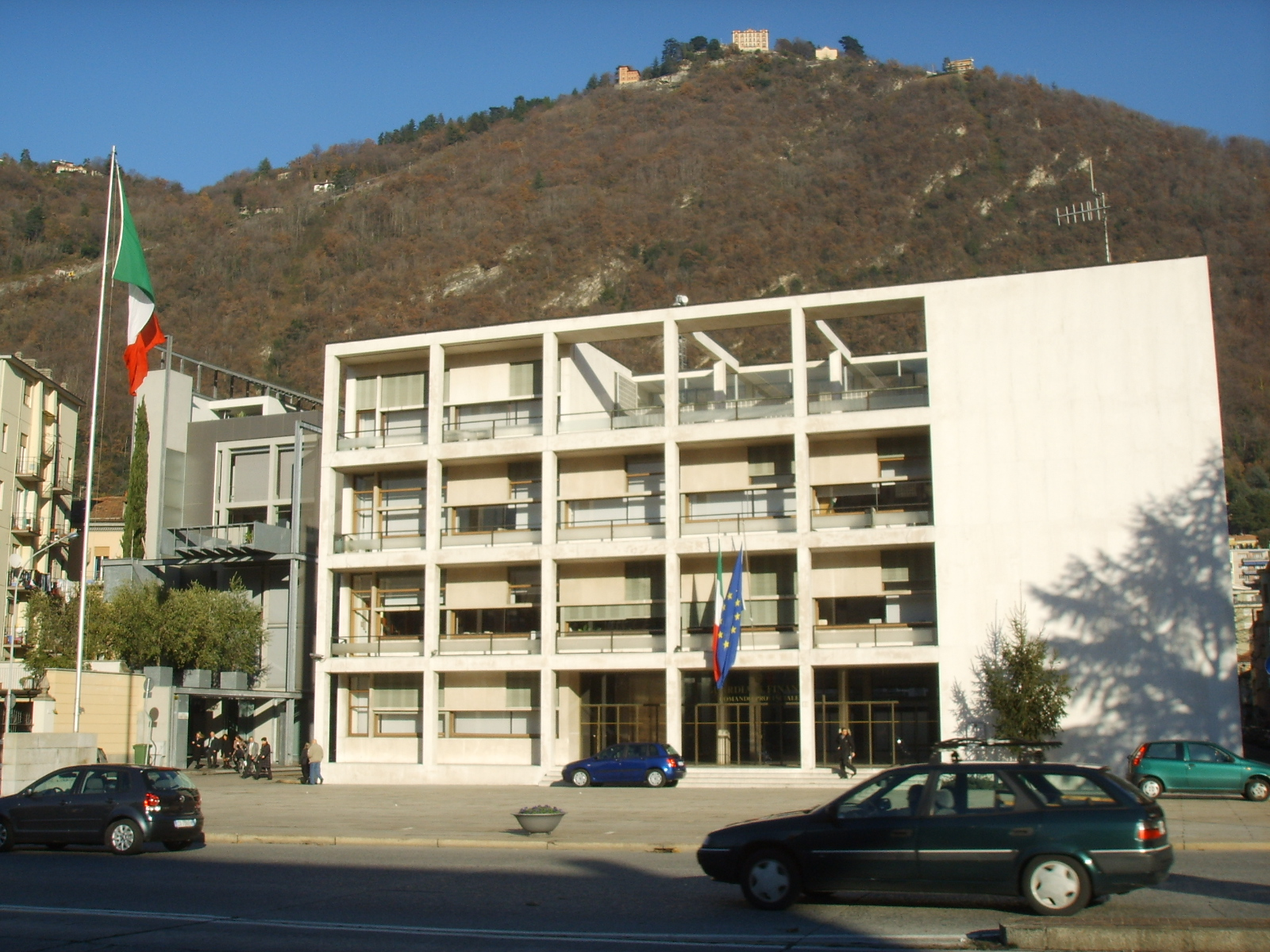
Casa del Fascio (1932–1936).

Giuseppe Terragni, född 18 april 1904 i Meda, död 19 juli 1943 i Como, var en italiensk arkitekt.
Terragni studerade i Como och Milano (Politecnico di Milano) och startade 1927 arkitektkontor i Como med sin bror. Terragni var den främste företrädaren för den italienska rationalismen, en riktning inom den modernistiska arkitekturen. Han bekämpade den traditionella historicerande arkitekturen.
Giuseppe Terragni bildade Gruppo 7 med Luigi Figini, Gino Pollini, Adalberto Libera, Guido Frette, Sebastiano Larco Carlo och Enrico Rava. De skrev ett manifest för den rationalistiska arkitekturen, vilken av en del arkitekter kom att ses som den rätta fascistiska arkitekturen. Medan nazisterna fördömde all modernism accepterades rationalismen av Mussolini och fascismen; det mesta som byggdes av fascisterna var dock stram avskalad klassicism.

## Byggnader
- Novocomum (flerbostadshus), Como 1927–1929
- Monumento ai Caduti (monument över stupade i första världskriget), Erba Como 1931–1933
- Casa del Fascio, Como 1932–1936
- Casa d'Abitazione e Uffici Rustici, Milano 1933–1935
- Casa Comolli Rustici, Milano 1935
- Villa Bianca, Seveso 1936–1937
- Asilo d'Infanzia per il Rione Sant'Elia, (barnasyl) Como 1936–1937
- Casa del Fascio, Lissone (idag Palazzo Terragni) 1938–1939
- Giuliani-Frigerio (flerbostadshus), Como 1939–1940